# Роналд Донев
Роналд Донев е български футболист, който играе за Царско село (София). Роден на 13 май 1991 г. Той е син на бившия български национал Дончо Донев.